# Šćedro
Šćedro (ital.: Torcola) ist eine kroatische Insel in der Adria, 2,7 km südlich von Hvar gelegen, gegenüber dem Ort Zavala. Der Name der Insel stammt von dem altslawischen Wort štedri. Štedri steht hierbei für die guten Ankerplätze der Insel, die über mehrere gut geschützte, tiefe Buchten verfügt. Der lateinische Name des Eilands, Tauris, wandelte sich später zu den italienischen Bezeichnungen Tauricola bzw. Torcola.
Schon 1331 wurde in der Stadtchronik von Hvar die Insel als kommunales Eigentum verzeichnet, welches vor allem für die Weidewirtschaft genutzt wurde. Aufgrund des milden Klimas und der relativen Fruchtbarkeit von Šćedro wurde auf der Insel auch Getreide angebaut.
1456 wurde ein dominikanisches Kloster mit einem Krankenhaus für Seeleute auf der Insel errichtet, welches im 18. Jahrhundert aufgegeben wurde.
In der Nähe der verlassenen Ortschaft Stare Stine gibt es eine alte Mine, die für den Abbau von Gips genutzt wurde. Der Gips von Šcedro wurde u. a. für den Bau von Kapellen in Hvar verwendet.
Im Sommer leben etwa 30 Menschen auf der Insel. Die alten Orte Mostir und Nastane sind die meiste Zeit unbewohnt und werden lediglich in der Urlaubssaison als Anlaufpunkte für Touristen genutzt.